# Palazzo Correale

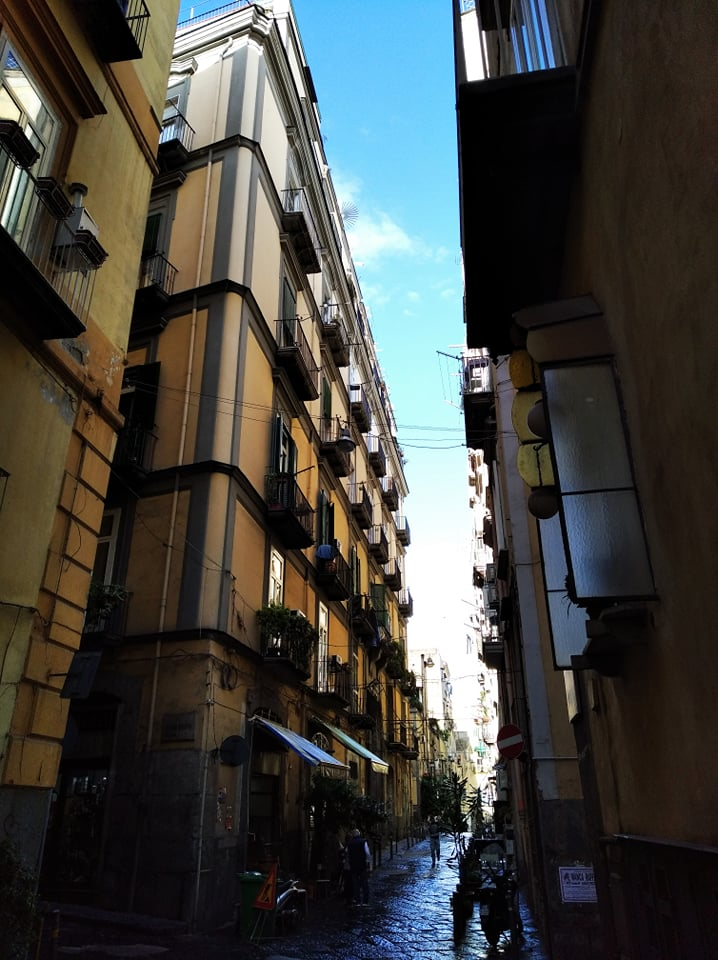
Palazzo Correale in Neapel, Fassade zum Vico Santa Teresella degli Spagnoli.

Der Palazzo Correale ist ein Palast aus dem 17. Jahrhundert zwischen den Vierteln Chiaia und Quartieri Spagnoli von Neapel in der italienischen Region Kampanien. Er liegt im Vico Santa Teresella degli Spagnoli, 33.

## Geschichte
Über dieses interessante Gebäude sind nur sehr wenige Informationen verfügbar. Es steht auf einem leicht geneigten Grundstück zwischen der Via Nicotera und der Salita dei Gradoni di Chiaia. Seine Errichtung kann man auf die ersten Jahrzehnte des 17. Jahrhunderts datieren, eine Zeit, in der das Viertel San Ferdinando seine fast vollständige Bebauung erreichte. Italo Ferraro (der in den letzten Jahren den verdienstvollen Atlante Storico della Città di Napoli geschaffen hat) ordnet ihm diesen Namen aufgrund des Katasters von Joachim Murat aus dem Jahre 1815 zu, der einen gewissen Tommaso Correale (vermutlich ein Mitglied der bekannten gleichnamigen Familie aus Sorrent, Grafen von Terranova) als Eigentümer bezeugt.

## Beschreibung
Der Palast hat eine einfache, aber elegante Fassade mit fünf Stockwerken zum Vico Santa Teresella degli Spagnoli, deren unterer Teil durch ein imposantes Eingangsportal in Piperno aufgewertet ist. Der Platzmangel führte zu einem sehr kurzen Empfangssalon, der den Zugang zu einem kleinen Innenhof vermittelt, der aber eine bemerkenswerte, offene Treppe aus dem 18. Jahrhundert mit einem Bogen pro Geschoss zeigt (teilweise verdeckt durch einen modernen Aufzug für die Bedürfnisse eines Mietshauses); die Bögen sind um die großen Pilaster gewickelt, die sich in der Mitte der Treppenzüge befinden.
Heute dient der Palast privaten Wohnzwecken und befindet sich in gutem Erhaltungszustand.